# Rácz Szabó László
Rácz Szabó László (Zenta, 1957. május 12. –) vajdasági magyar vállalkozó, politikus.

## Pályafutása
Az általános iskolát és a gimnáziumot Zentán végezte, egyetemi tanulmányokat Ljubljanában és Szarajevóban folytatott. Szakmáját tekintve számítógépes programozó. 
A VMSZ egyik alapítója, több évig elnökségi tagja, aki 2000-ben – saját bevallása szerint – a szervezet balra tolódása miatt kilépett. 1996-tól a Magyarok Világszövetségének tagja, majd 2000-től elnökségi tagja lett. 1996 és 2000 között – a délszláv háború, a bombázások, a gazdasági zárlat, a féktelen infláció idejében – a zentai községi Végrehajtó Bizottság elnöke volt. Ebben az időszakban, több éves kihagyás után újraindultak a városi infrastrukturális beruházások, Zenta városnapját (a Zentai csata évfordulóját) Vajdaság és a vajdasági magyarság legnagyobb ünnepévé tette.  2007-től a délvidéki Magyar Polgári Szövetség nevű párt elnöke, és a zentai Községi Képviselő-testület (KKT) MPSZ-frakciójának vezetője. 2010 februárjától a zentai KKT elnöke.

## Politikája
Jobboldali politikát képvisel. 
Nevéhez fűződik a – többségében magyarok által lakott területeket célzó erőszakos – betelepítések tevőleges megakadályozása, az erőszakosan mozgósítottak védelme, a kettős állampolgárságért és a magyar nemzeti autonómiáért való következetes kiállás. Elkötelezettsége következményeként többször meghurcolta a rendőrség és a bíróság. A miloševići időben három éven keresztül zaklatta a rendőrség, járta a bíróságokat , mert 3-tól 10 éves börtönbüntetésre akarták ítélni, hogy így távolítsák el a betelepítésék, az etnikai arányok megváltoztatásának egyik legnagyobb akadályát.
A magyar ügy szolgálatára esküt tett a Szent Korona előtt.

## Személyes háttere
Római katolikus vallású. Két leánygyermek apja. Vállalkozását feladva jelenleg kizárólag politikusi hivatásának él.